# Гранитски дъб
Гранѝтският дъб е най-старото дърво в България. То е от вида летен дъб и се намира в село Гранит, област Стара Загора. В началото на 1980-те години чрез ботаническа сонда (свредел на Преслер) са преброени неговите годишни пръстени към онзи момент – 1637 на брой. Според тези данни дървото се е появило като фиданка около 345 година от н.е.
Вероятно през 1980-те години короната на гранитския дъб е около 1017 m2, обиколката на стъблото – 7,45 m, а височината – 23,4 m.
През първите 20 години на 21 век дървото буквално изсъхва. От огромната му зелена корона е останал само един сух скелет с няколко живи клона, подкрепян от стоманена конструкция.
Гранитският дъб е регистриран в Регистъра на вековните дървета в България, воден от Изпълнителната агенция по околна среда, с наименование „Стария дъб“.
Дъбът е основна туристическа атракция в района.